# Saint-Dizier-Leyrenne
 Saint-Dizier-Leyrenne  là một xã thuộc tỉnh Creuse trong vùng Nouvelle-Aquitaine miền trung nước Pháp. Xã này nằm ở khu vực có độ cao trung bình 440 mét trên mực nước biển.